# 马德里西班牙商业银行文化中心

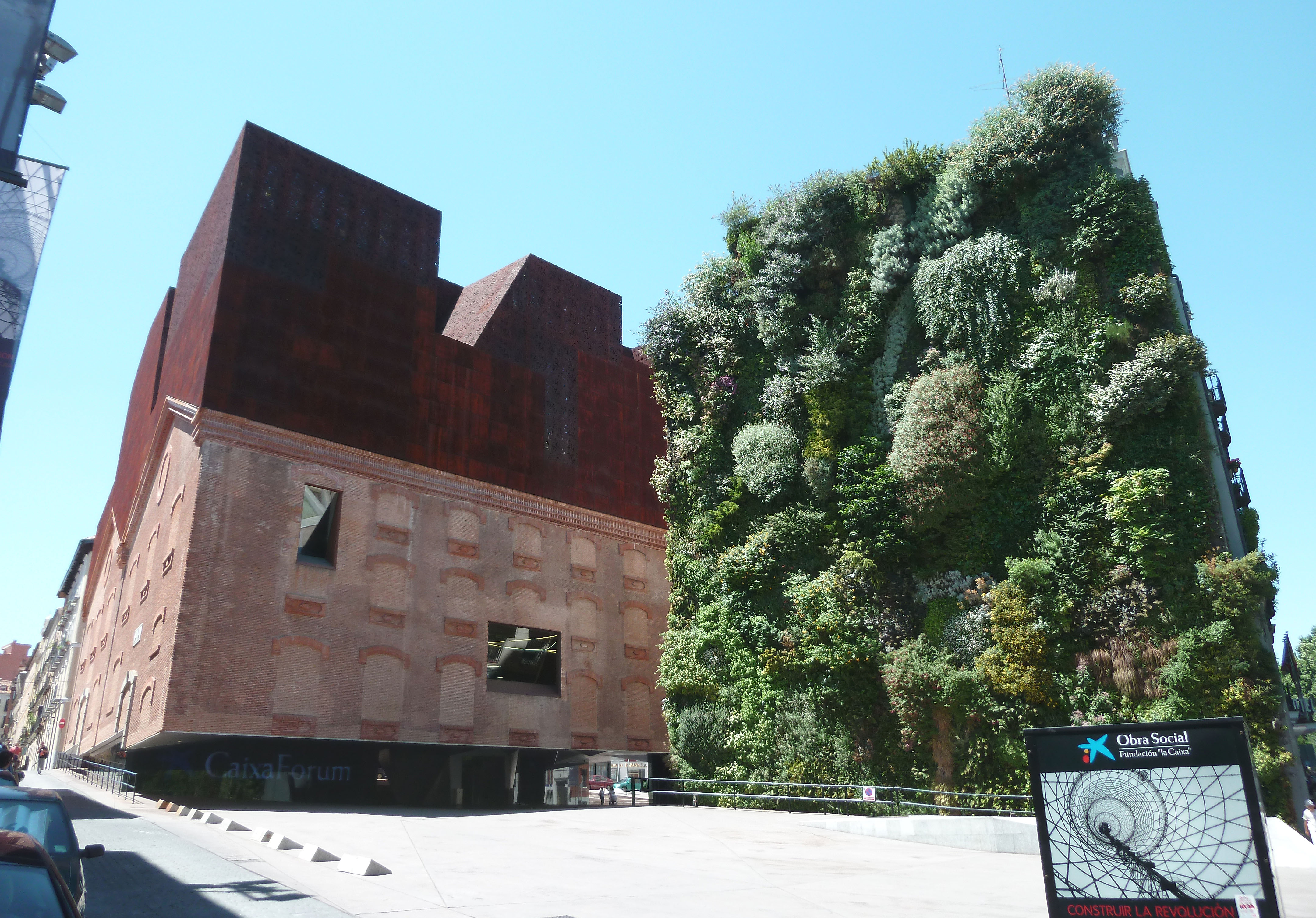
马德里西班牙商业银行文化中心

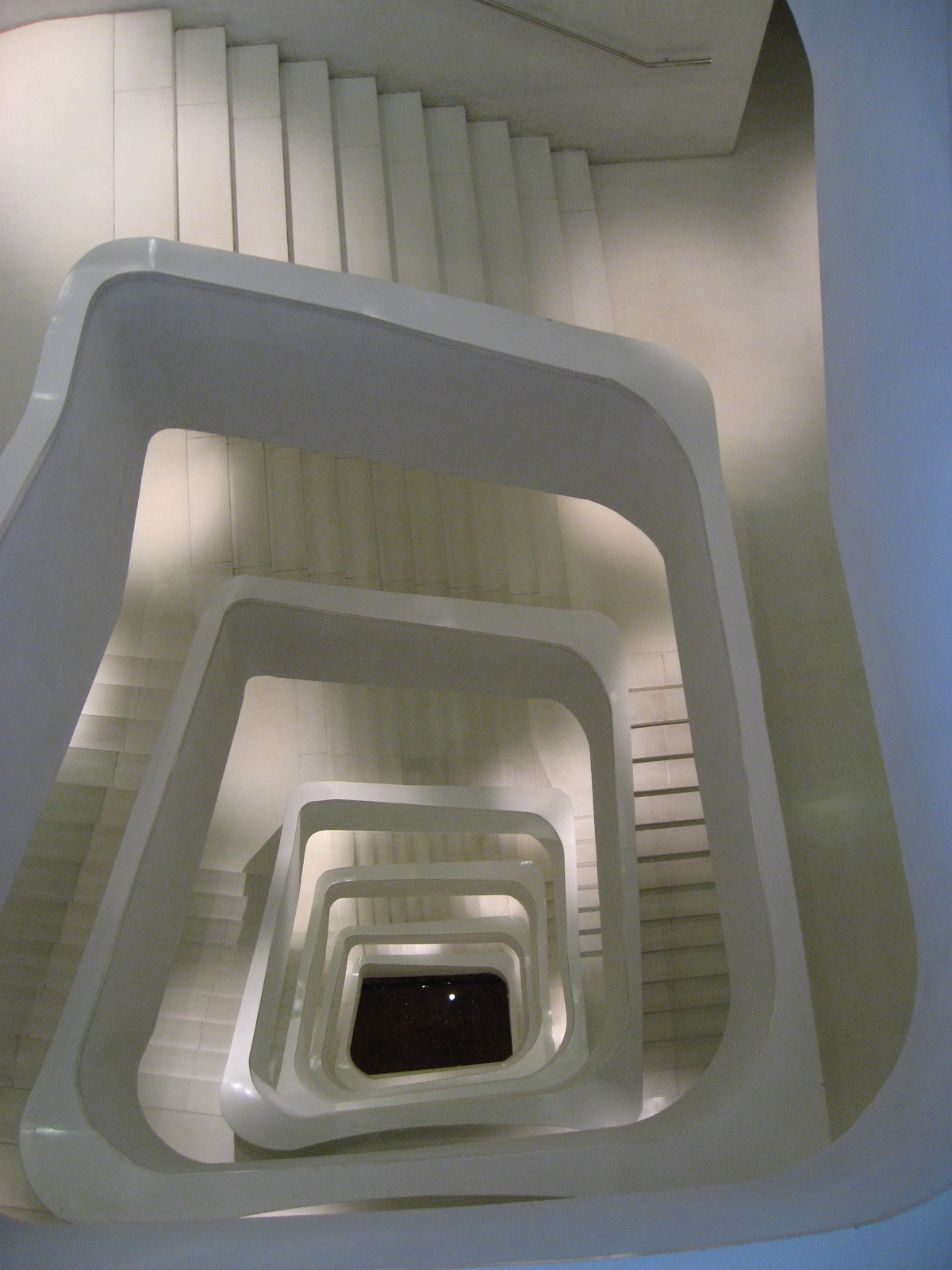

西班牙商业银行文化中心是一个由“la Caixa（巴塞罗那储蓄及退休金金库金融基金会） （页面存档备份，存于）” 管理的文化中心，位于马德里的普拉多大道 。 其19世纪的砖墙被设计师完整保留。马德里西班牙商业银行文化中心是由瑞士赫尔佐格和德梅隆建筑师事务所设计，建于2001-2007年。它结合了一座废弃的发电厂，新建的部分则覆盖氧化的铸铁，呈现类似的色彩。其侧有一个由法国植物学家帕特里克·勃朗设计的绿色植生墙，以呼应邻近的马德里皇家植物园 （页面存档备份，存于）。顶层的红色与墙壁上的植物形成了鲜明的对比。
虽然西班牙商业银行文化中心是一座当代建筑, 但它也展出早期时期艺术家的回顾展, 已发展成为马德里最受参观的博物馆之一。

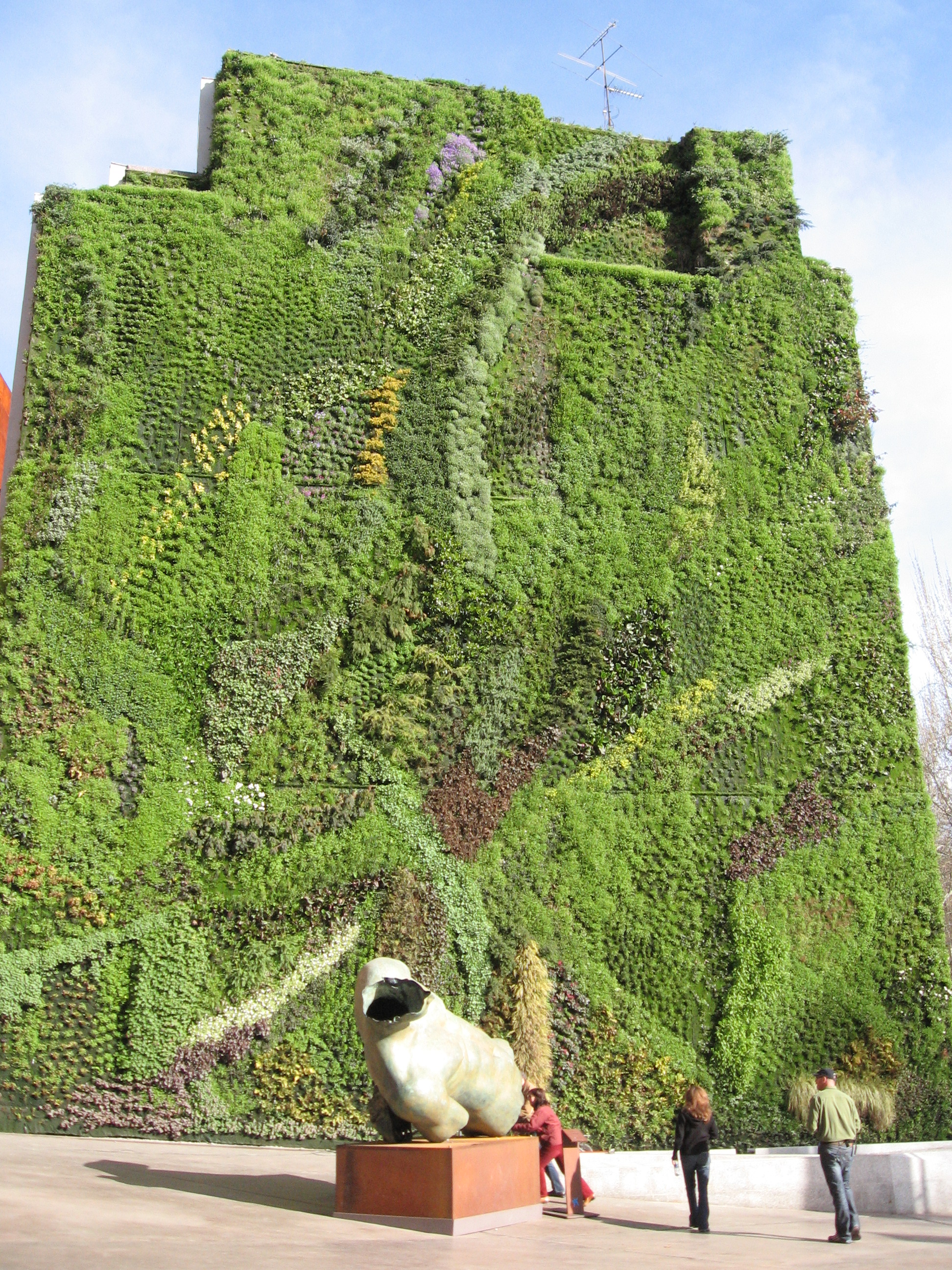
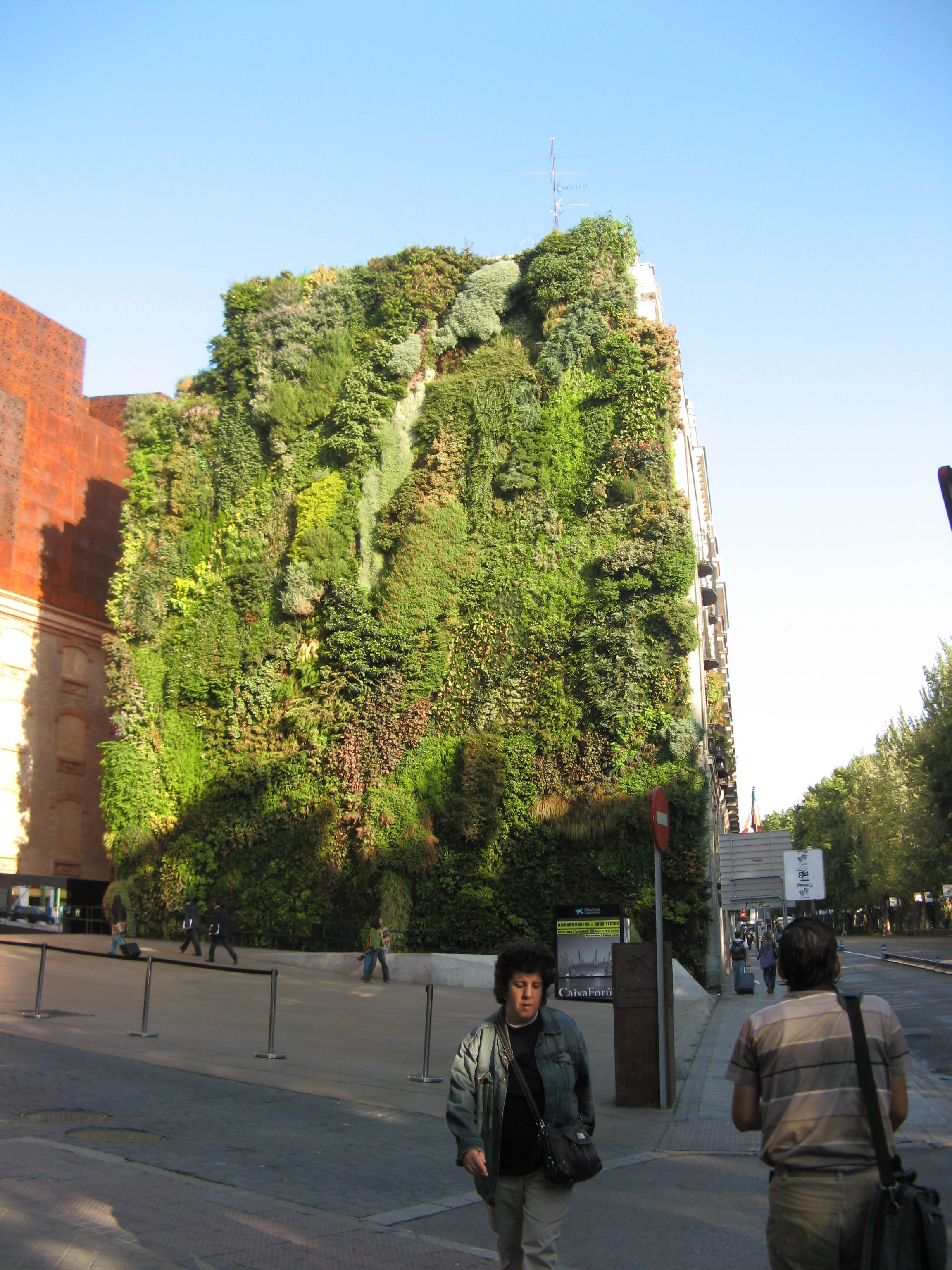
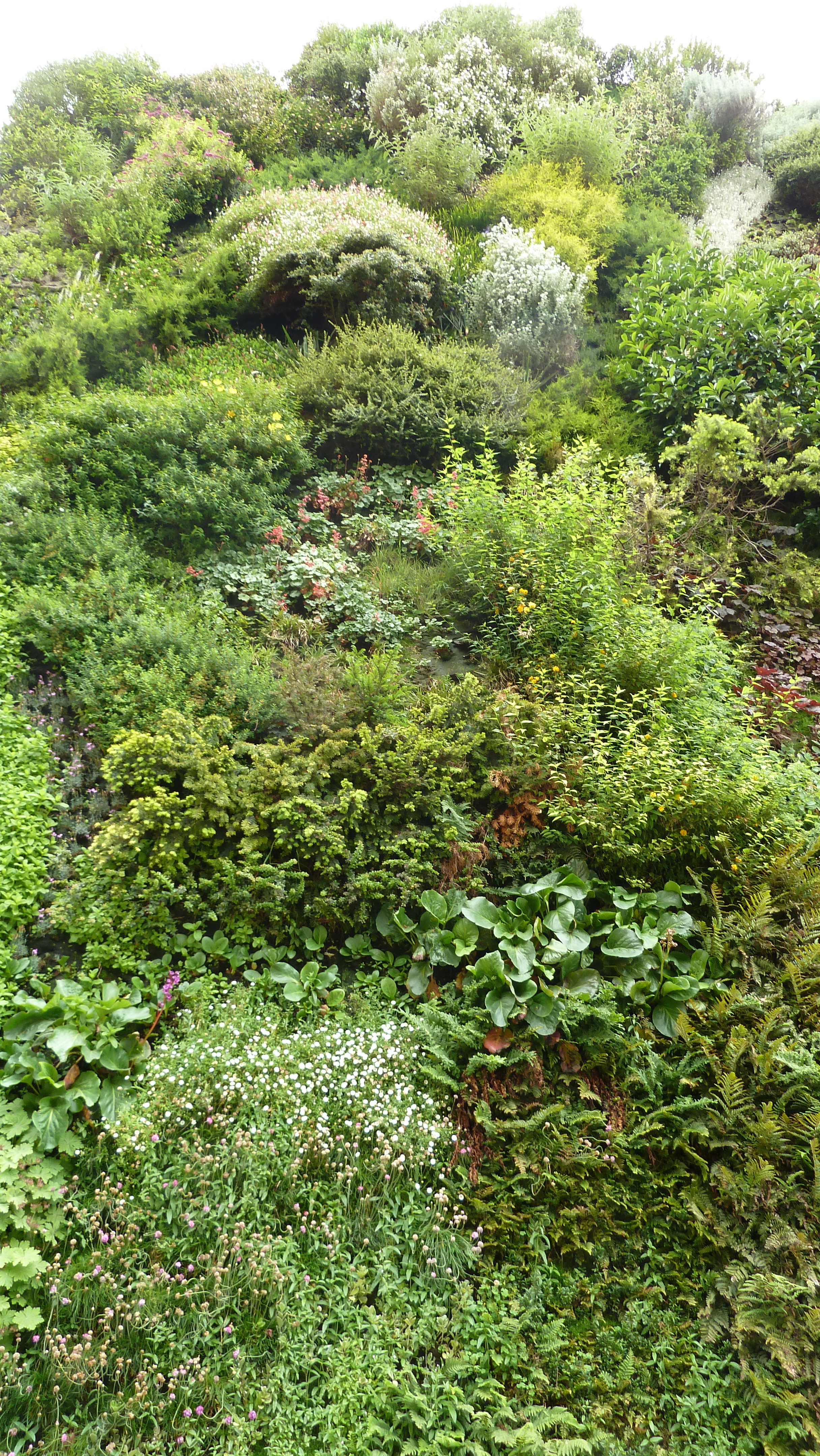
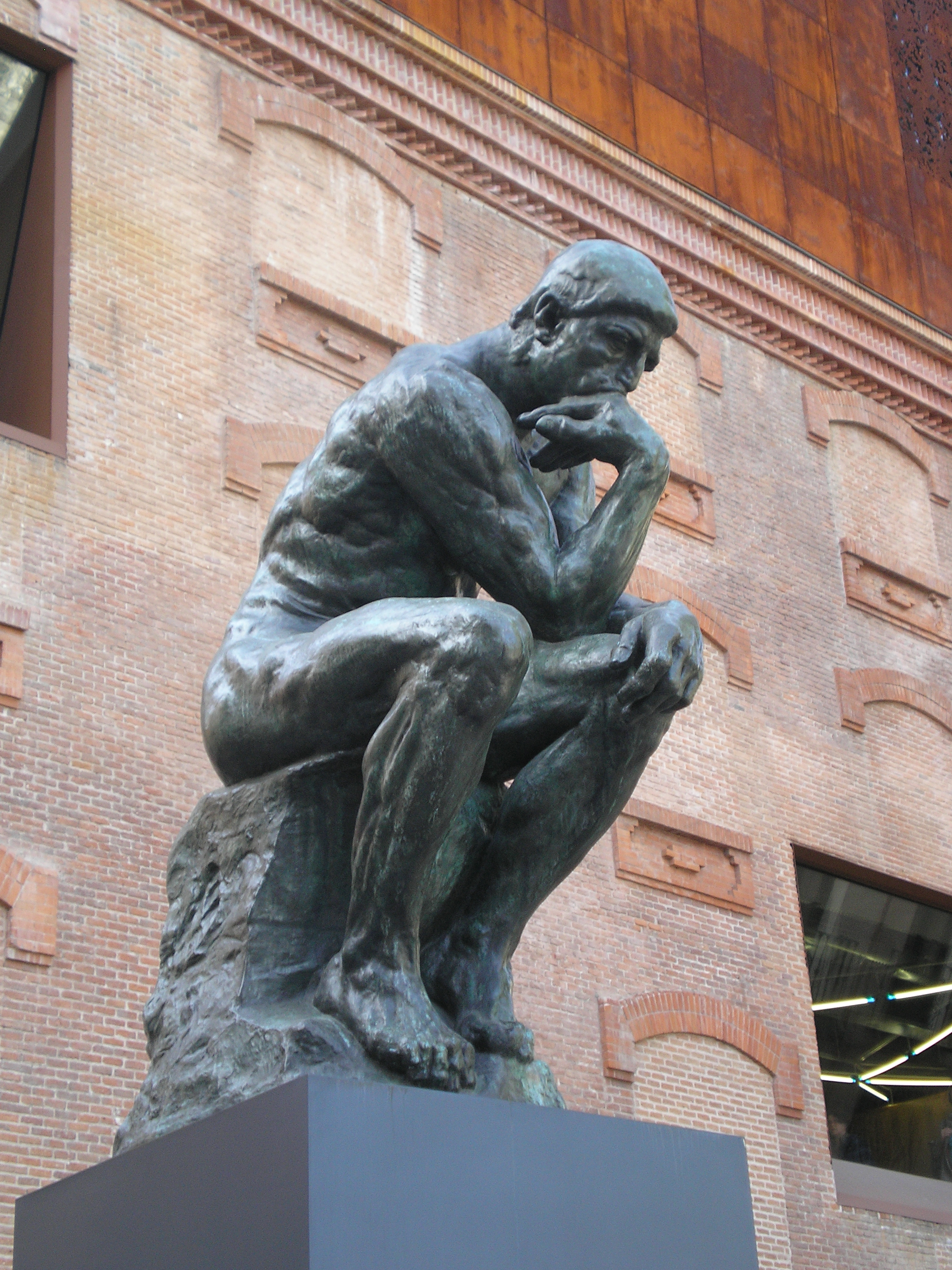
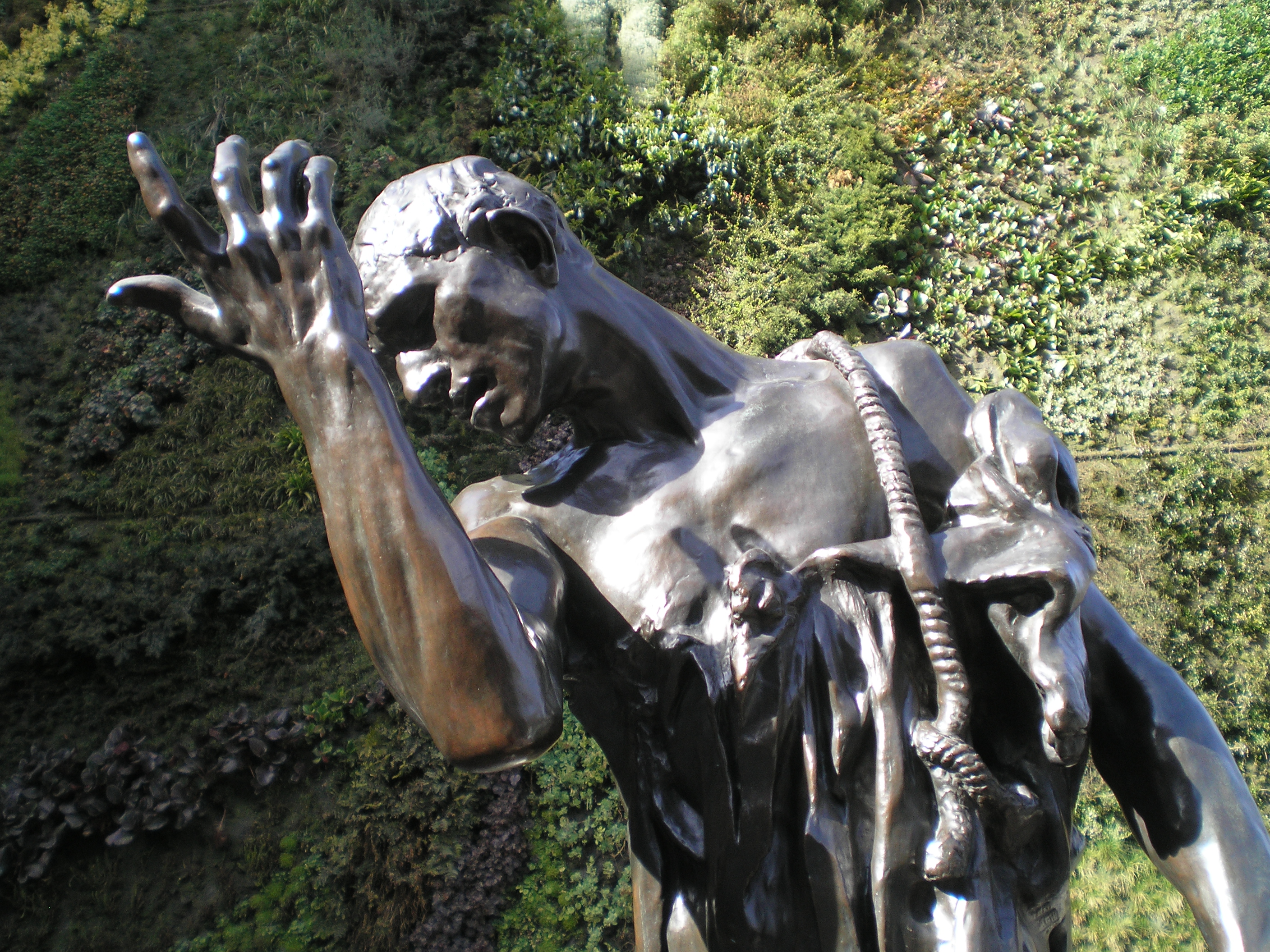

- Official CaixaForum Madrid website—（西班牙文）
- Arcspace.com: Images and plans
- Studiobanana.tv: Interview with Jacques Herzog （页面存档备份，存于） — on the design of CaixcaForum.

40°24′39.65″N 3°41′35.09″W / 40.4110139°N 3.6930806°W